# Escalda (poeta norrè)

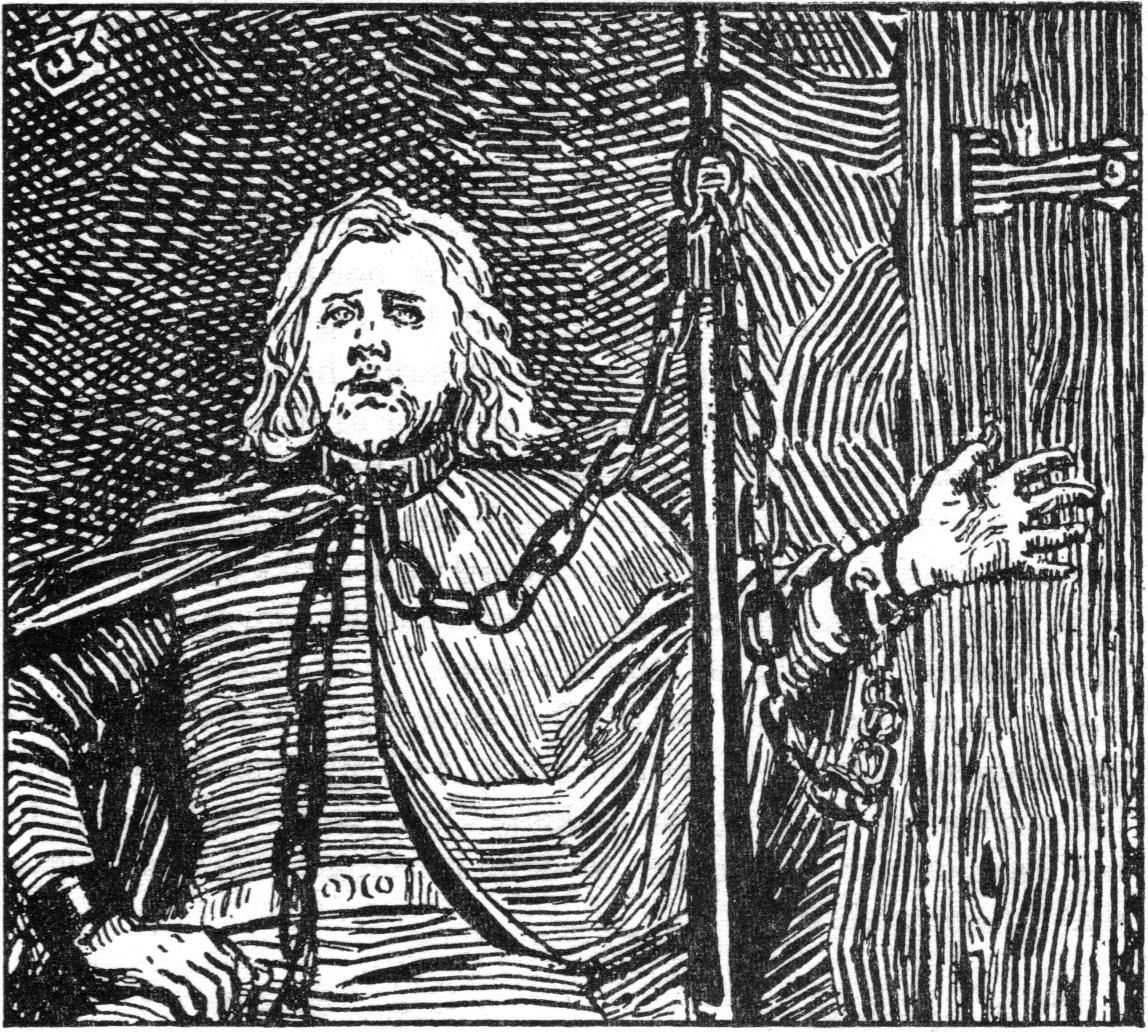
Bersi Skáld-Torfuson, encadenat, recitant versos després de ser capturat per Olaf Haraldsson (il·lustració de Christian Krohg per a la traducció de la Heimskringla al danès per Gustav Storm. Kristiania: J.M. Stenersen & Co, 1899)

El terme escalda (skáld, literalment "poeta") designa, a l'Edat mitjana, un tipus de poeta associat a les corts escandinaves, però no només, ja que hi ha escaldes i escaldesses (skáldkonur) que van compondre llurs poemes sense fer-ho en l'entorn d'una cort. La poesia escàldica forma una de les dues agrupacions principals de la poesia nòrdica antiga, essent l'altra l'Edda poètica, de caràcter anònim.
La mètrica prevalent a la poesia escàldica és el dróttkvætt. El tema és normalment de caràcter històric i encomiàstic, detallant les proeses del patró de l'escalda. No hi ha cap evidència de que el escaldes empressin cap tipus d'instruments musicals, però s'especula que podrien haver acompanyat els seus versos amb l'arpa o la lira.
Les demandes tècniques de la poètica escàldica era igual a les formes de vers complicades que dominaven els bards gal·lesos i goidèlics. Com aquells bards, molts versos escàldics consistien en panegírics a reis i aristòcrates o memorials i testimonis de les seves batalles.

## Etimologia
La paraula escalda possiblement estigui relacionada amb el protogermànic * skalliz "so, veu, crit" (i l'alt alemany antic skal "so"). L'alt alemany antic té la paraula skalsang "cançó d'elogi, salm", i skellan significa "dringar, repicar, resonar".
Això mostra una gran similitud amb el verb holandès "schelden" i amb l'alemany del sud "schelten", els quals signifiquen "cridar abúsos" o "insultar."
La versió anglosaxona de l'escalda era l'scop, així com els bards celtes i els trobadors de l'Europa continental realitzaven funcions molt similars a l'hora de registrar i transmetre informació contemporània.

## Història
La poesia escàldica pot ser traçada fins al segle ix més primerenc amb Bragi Boddason i el seu Ragnarsdrápa, considerat el poema nòrdic més antic conservat. Molts escaldes posteriors com Egill Skallagrímsson i Þorbjǫrn hornklofi van obtenir molta fama al segle x pels poemes dedicats als reis als quals servien. Durant l'Era vikinga, els nòrdics i elsislandesos encara eren pagans i, per tant, els escaldes incloïen moltes referències a déus com Thor i Odin així com a vidents i runes. La poesia d'aleshores també pot és una bona representació de "l'edat heroica" dels vikings.
En aquells època els escaldes actuaven com la font principal d'història i cultura nòrdiques, ja que pràcticament tota es basava en tradició oral.
La seva rellevància social i política va permetre als escaldes obtenir posicions més prominents. Cada rei i capitost necessitava un escalda per registrar les seves proeses i assegurar el seu llegat, esdevenint així els principals historiadors de la societat nòrdica. Amb el temps, molts escaldes esdevingueren treballadors clericals, enregistrant lleis i successos. Altres treballaven amb esglésies per a registrar les vides i miracles de Sants, així com transmetent els ideals cristians. Aquest fet és molt important, quan els escaldes, els agents principals de transmissió de la cultura nòrdica van començar glorificar i a transmetre el cristianisme deixant enrere les antigues creences paganes, la nòrdica virà també cap al cristianisme.
Amb el pas dels anys, l'ofici d'escalda va començar a extingir-se fins que Snorri Sturluson va compilar la Edda prosaica, com a manual per a una comprensió apreciativa del seu art. Snorri, nascut a Islàndia durant el segle xii és l'escalda més conegut. A més de ser un gran poeta, va ser un dirigent de l'Alþingi part de la seva vida, dirigint el govern d'Islàndia. La seva Edda va transmetre les tradicions i mètodes dels escaldes, afegint un impuls molt necessari per a la professió, i proporcionant molta de la informació ara sabuda sobre escaldes i com treballaven. Per exemple, la Edda prosaica va desgranar i explicar els kennings utilitzats a la poesia escàldica, permetent que gran part d'aquesta pugui ser entesa avui dia.
Més enllà d'escriure la Edda prosaica, Snorri va escriure grans poemes que tractaven des de les llegendes nòrdiques fins a les proeses de reis, els quals li van donar molta fama i feren que la seva reputació es mantingui encara avui.

## Poesia escàldica

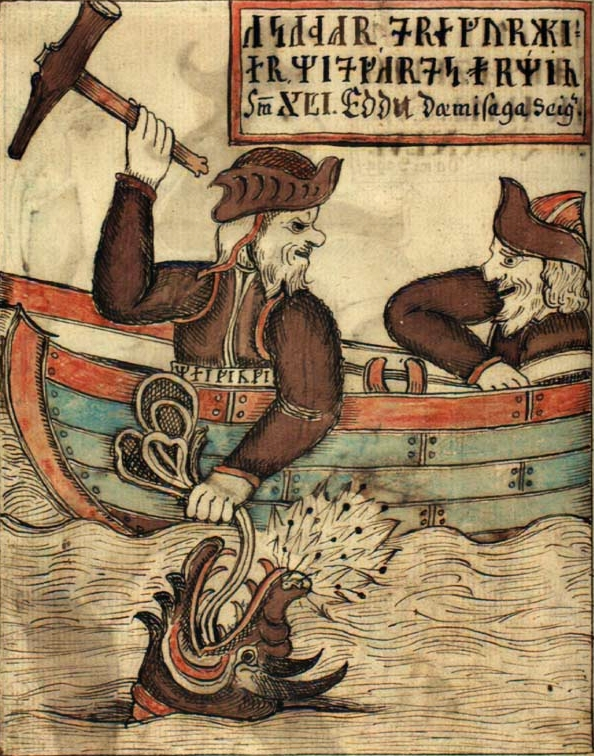
Representació de la lluita entre Tor i Iormungand, el tema principal dels versos escàldics de Bragi Boddason i Ulfr Uggason.

La majoria de la poesia nòrdica de l'Era dels vikings es donava en dues formes: èddica o escàldica. El vers èddic acostumava a ser senzill, en termes de contingut, estil i mètrica, tractant sobretot amb continguts mitològics o heroics. El vers escàldic, per contra, era complex, i normalment compost com a tribut o homenatge a algun jarl o rei en particular. Existeix un debat sobre com es recitava la poesia escàldica, però hi ha un cert consens de que devia ser parlat més que cantat.
A diferència de moltes altres formes literàries de l'època, molta de la poesia escàldica és atribuïble a un autor. Aquestes atribucions es coneixen amb un grau raonable de certesa. Molts escaldes eren homes d'influència, així que n'existeixen anotacions biogràfiques. La mètrica era normalment dróttkvætt o una variació d'aquesta. La sintaxi era complexa, amb les frases generalment entrellaçades, amb un ús freqüent de kennings i heitis.
La poesia escàldica es donava en diverses varietats i dialectes de nòrdic antic.

### Formes de poesia escàldica
Existiren diverses formes de poesia escàldica:
- Drápa, una sèrie llarga d'estrofes (normalment al·literatives), amb una tornada (stef) a intervals.
- Flokkr, vísur o dræplingr, una sèrie més curta d'estrofes sense tornada.
- Lausavísa, una estrofa al·literativa aïllada, en principi improvisada i referent a l'ocasió.

Els escaldes també componien insults (níðvísur) i molt ocasionalment, versos eròtics (mansöngr).

### Kennings
Els versos del escaldes solien contenir un gran nombre de kennings, les metàfores prefixades de la poesia nòrdica europea de l'època. Els kennings recursos usats per a proporcionar una imatge ja coneguda. Aquestes imatges i escenes solen tenir avui en dia un contingut totalment hermètic, tant pel desconeixement de les al·lusions a les quals es fa referència com pels violents hipèrbatons de què fan gala sovint.

### Poemes escàldics

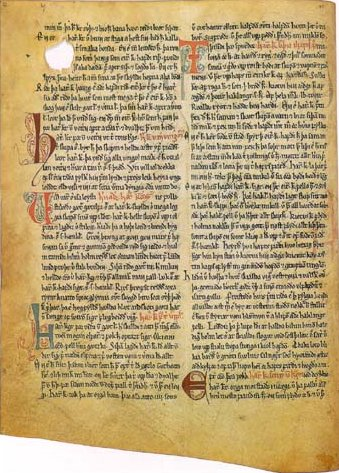
Una pàgina de la Heimskringla.

La majoria de la poesia escàldica són poemes que es van compondre a reis individuals pels seus poetes de la cort. Acostumaven a tenir un contingut històric, relacionant batalles i altres accions de la carrera del rei en qüestió.
- Glymdrápa - Les proeses de Harald Cabellera Bella.
- Vellekla - Les proeses de Håkon Sigurdsson.
- Bandadrápa - Les proeses d'Eirik Håkonsson.
- Knútsdrápa - Les proeses de Canut el Gran.

Es conserven alguns poemes escàldic de contingut mitològic:
- Þórsdrápa - Un poema en honor del déu Thor on s'hi explica una de les seves aventures contra els ètuns.
- Haustlǫng - Relaciona dos contes mitològics pintats en un escut regalat al poeta.
- Ragnarsdrápa - Relaciona quatre contes mitològics pintats en un escut regalat al poeta.
- Húsdrápa - Descriu escenes mitològiques gravades en uns plafons de cuina.
- Ynglingatal - Descriu l'origen dels reis noruecs i la història de la Casa d'Yngling. És un dels textos constituents de la Heimskringla.

A aquests s'hi poden afegir dos poemes que relacionen la mort d'un rei i la seva recepció al Valhalla.
- Hákonarmál - La mort de rei Haakon el Bo i la seva recepció al Valhalla.
- Eiríksmál - La mort de rei Eiríkr i la seva recepció al Valhalla.

Altres van ser compostos com a peces circumstancials, com els poemes d'Egill Skallagrímsson.
- Sonatorrek - Un plant per la mort dels fills d'Egill.
- Hǫfuðlausn - ‘Remçó del Cap’, composició amb la qual l'autor va aconseguir el perdó del rei Eric Destral-sangonenta, que l'havia condemnat a mort.
- Arinbjarnarkviða - Elogi a un amic del poeta, l'Arinbjǫrn.

## Escaldes notables
Hi ha fonts de més de tres-cents escaldes entre el 800 i el 1200. Molts són llistats a l'Skáldatal. Alguns dels més notables van ser:
- Bragi Boddason "el Vell" (principis del s.IX), autor de Ragnarsdrápa.
- Þorbjǫrn hornklofi (segle ix).
- Þjóðólfr de Hvinir (segle X), autor de Haustlǫng i Ynglingatal.
- Eyvindr Finnsson (segle X), també  conegut com a Eyvindr skáldaspillir, o Eyvindr Espatlla-escaldes, l'autor de Hákonarmál i de Háleygjatal. El seu malnom se sol interpretar en el sentit que feia malbé les composicions d'altres escaldes en modificar-les per als seus objectius (la paraula plagi no és recomanable usar-la en referència a la cultura medieval).
- Egill Skallagrímsson (segle X), autor de Sonatorrek, Höfuðlausn i Arinbjarnarkviðun.
- Kormákr Ǫgmundarson (mitjans del segle X), fou el personatge principal de la Saga de Kormák.
- Eilífr Vaðrúnarson (segle X tardà), autor de Þórsdrápa.
- Þórvaldr Hjaltason (segle X tardà), un escalda del rei Eric VI de Suècia.
- Hallfreðr Óttarsson (segle X tardà, poeta de la cort d'Olaf Tryggvason.
- Einarr Helgason "Skálaglamm" (segle X tardà), "el de les Monedes Lluents", autor de Vellekla.
- Úlfr Uggason (segle X tardà), autor del Húsdrápa.
- Tindr Hallkelsson (segle xi), un dels poetes de la cort de Håkon Sigurdsson.
- Gunnlaugr Illugason (segles X-XI), mal anomenat Ormstunga "Llengua de Serp"[9] a causa de la seva propensió per la sàtira i la burla.
- Sigvatr Þórðarson (principis del segle xi).
- Þórarinn loftunga (principis del segle xi).
- Óttarr svarti (principis del segle xi), un escalda de les corts d'Olof Skötkonung i Olaf el Robust.
- Harald Hardråde (segle xi).
- Arnórr Þórðarson (segle xi), Jarlaskáld "escalda de iarls"
- Einarr Skúlason (segle xii)), autor de Geisli
- Snorri Sturluson (segles XII-XIII).
- Þórir Jǫkull Steinfinnsson (segle xiii).